# Старотурбеево
Старотурбеево (баш. Иҫке Тырбый) — село в Шаранском районе Республики Башкортостан Российской Федерации. Входит в состав Мичуринского сельсовета. Основано в 1693 году как деревня Турбеево, с начала XX века — Старотурбеево, примерно с 1940-х годов — село.

## Географическое положение
Находится в северо-восточной части района у впадения речки Идяшка в реку Шаран, примерно в километре от автодороги 80Н-060 «Шаран — Новобалтачево — Андреевка». Расстояние до:
- районного центра (Шаран): 15 км,
- центра сельсовета (Мичуринск): 3 км,
- ближайшей ж/д станции (Туймазы): 57 км.

## Климат
Село, как и весь район, относится к лесостепной зоне, климат характеризуется как резко континентальный. Среднегодовая температура воздуха — от 1,5 до 2,0 °С. Средняя температура воздуха самого тёплого месяца (июля) — 19 °C (абсолютный максимум — 40 °C); самого холодного (января) — −15 °C (абсолютный минимум — −49 °C). Среднегодовое количество атмосферных осадков составляет 429 мм с колебаниями от 415 до 580 мм, наибольшее количество выпадает летом и осенью. Распределение их по годам и по периодам года крайне неравномерное. Продолжительность снежного покрова в среднем 180 дней:8—9.
| Показатель                                                                            | Янв.  | Фев.  | Март | Апр. | Май  | Июнь | Июль | Авг. | Сен. | Окт. | Нояб. | Дек. |
| ------------------------------------------------------------------------------------- | ----- | ----- | ---- | ---- | ---- | ---- | ---- | ---- | ---- | ---- | ----- | ---- |
| Средний суточный максимум, °C                                                         | −8,9  | −7,5  | −0,8 | 9,1  | 17,3 | 21,5 | 24   | 22,3 | 15,7 | 7    | −1,1  | −7   |
| Средняя температура, °C                                                               | −11,6 | −10,6 | −4,2 | 4,7  | 12,8 | 17,4 | 20   | 18,3 | 12,1 | 4,4  | −3,2  | −9,3 |
| Средний суточный минимум, °C                                                          | −14,6 | −14   | −8,2 | −0,5 | 6,8  | 11,9 | 14,8 | 13,5 | 8,2  | 1,5  | −5,5  | −12  |
| Норма осадков, мм                                                                     | 42    | 34    | 39   | 38   | 52   | 72   | 59   | 57   | 58   | 64   | 49    | 46   |
| Источник: Климатические данные городов по всему миру. Дата обращения: 20 ноября 2021. |       |       |      |      |      |      |      |      |      |      |       |      |

## История
Деревня Турбеево возникла на основе договора между башкирами Кыр-Еланской волости Казанской дороги и припущенными на их землю тептярями от 20 мая 1693 года. Условием была уплата ими части башкирского куничного ясака. На тех же условиях в 1698 и 1707 годах были припущены и мишари, которые, правда, в последующих ревизиях и переписях не упоминаются.
В 1795 году 11 тептярей прибыли из деревни Туктамышево Бугульминского уезда.
По VIII ревизии 1834 года — деревня 4-го тептярского стана Белебеевского уезда Оренбургской губернии. 
В конце 1865 года — деревня Турбеева 4-го стана Белебеевского уезда Уфимской губернии, при речке Ардяше. Имелось 2 водяные мельницы. Жители, кроме сельского хозяйства, занимались пчеловодством.
В 1895 году в деревне Кичкиняшевской волости V стана Белебеевского уезда была мечеть. По описанию, данному в «Оценочно-статистических материалах», деревня находилась на ровном месте, по наделу протекала река Шаран с притоками (Кидяш и Ордяш), на реке Шаран была мельница. Надел находился в одном месте, селение — на востоке надела. Усадьба увеличилась за счёт выгона, пашня — за счёт леса и лугов. Поля были по гористой местности, до 2,5 вёрст от селения. Почва — чернозём. В полях был овраг с каменистыми берегами. Выгон — по гористой местности, кустарник — по болотистому месту. Скот частично отдавался на выпас с платой по 1 рублю с головы. Жители занимались извозом — возили хлеб из Шарана в Дюртюли, получая по 75 копеек с воза в 20 пудов.
В 1905 году в деревне Турбеева также зафиксированы мечеть и мельница.
После 1906 года была основана деревня Новотурбеево, после чего деревня Турбеево стала также именоваться Старотурбеево.
По данным подворной переписи, проведённой в уезде в 1912—13 годах, деревня Турбаева (Тарбаева) входила в состав Турбаевского сельского общества Кичкиняшевской волости. 25 хозяйств из 119 не имели надельной земли. Количество надельной земли составляло 850 казённых десятин (из неё 184,89 сдано в аренду), в том числе 547 десятин пашни и залежи, 30 десятин усадебной земли, 213 — выгона, 20 — сенокоса и 40 — неудобной земли. Также 71 десятина земли была куплена, 178,03 — арендовано. Посевная площадь составляла 357,31 десятины, из неё 171,74 десятины занимала рожь, 79,62 — овёс, 32,98 — просо, 31,25 — греча, 23,35 — горох, 15,25 — пшеница, остальные культуры (полба и конопля) занимали 3,12 десятины. Из скота имелась 216 лошадей, 267 голов КРС, 357 овец и 43 козы, также 5 хозяйств держало 44 улья пчёл. 12 человек занимались промыслами.
В 1920 году — деревня Старо-Турбаева той же волости.
В 1923 году произошло укрупнение волостей, и деревня вошла в состав Шаранской волости Белебеевского кантона Башкирской АССР:19.
В 1930 году в республике было упразднено кантонное деление, образованы районы. Деревня вошла в состав Бакалинского района:21.
В 1935 году был создан Шаранский район, в то время деревня входила в состав колхоза «2-я пятилетка»:241. На фермах разводили коров, овец и кур. В том же году деревенская мечеть была перестроена в школу. Был магазин и водяная мельница на пруду.
В 1939 году — деревня Турбеево (Старо-Турбеево) Шаран-Баш-Князевского сельсовета Шаранского района.
В Великую Отечественную войну около тридцати мужчин из деревни ушли на фронт, вернулись меньше половины.
В 1952 году зафиксирована как село Старо-Турбеево того же сельсовета, в 1959 году и позднее — село Старотурбеево Шаранбаш-Князевского сельсовета.
В начале 1963 года в результате реформы административно-территориального деления село было включено в состав Туймазинского сельского района, с марта 1964 года — в составе Бакалинского, с 30 декабря 1966 года — вновь в Шаранском районе:23.
В мае 1990 года Шаранбаш-Князевский сельсовет вместе с селом Старотурбеево был включён в состав Мичуринского сельсовета:45. В 1999 году село входило в состав совхоза «Мичуринский».

## Население
| Год  | Численность | Численность |
| ---- | ----------- | ----------- |
| 1783 | 29          | [ 20 ]      |
| 1795 | 54          | [ 20 ]      |
| 1859 | 252         | [ 21 ]      |
| 1865 | 274         | [ 22 ]      |
| 1895 | 436         | [ 23 ]      |
| 1905 | 563         | [ 24 ]      |
| 1912 | 615         | [ 25 ]      |
| 1917 | 704         | [ 26 ]      |
| 1920 | 698         | [ 27 ]      |
| 1939 | 501         | [ 28 ]      |
| 1959 | 352         | [ 29 ]      |
| 1970 | 282         | [ 30 ]      |
| 1979 | 256         | [ 31 ]      |
| 1989 | 161         | [ 32 ]      |
| 2002 | 124         | [ 33 ]      |
| 2009 | 141         | [ 34 ]      |
| 2010 | 96          | [ 2 ]       |

- 1783 год (IV ревизия) — 29 тептярей[5].
- 1795 год (V ревизия) — 54 тептяря[5].
- 1816 год (VII ревизия) — 53 мужчины в 16 дворах[5]
- 1834 год (VIII ревизия) — 78 мужчин из тептярей[6].
- 1859 год (X ревизия) — 252 тептяря (128 мужчин, 124 женщины) в 42 дворах[35].
- 1865 год — 274 жителя (135 мужчин, 139 женщин) в 47 дворах, все тептяри[7].
- 1895 год — 436 жителей (208 мужчин, 228 женщин) в 81 дворе[8].
- 1902 год (по сведениям земства) — 268 мужчин из припущенников военного звания в 99 дворах[36].
- 1905 год — 563 человека (284 мужчины, 279 женщин) в 101 дворе[10].
- 1912 год — 615 человек (333 мужчины, 282 женщины) в 119 хозяйствах, припущенники из тептярей[12].
- 1917 год — 704 человека в 134 хозяйствах (693 тептяря в 132 хозяйствах, 3 башкира в 1 хозяйстве и 8 русских в 1 хозяйстве)[37].
- 1920 год — 698 жителей (340 мужчин, 358 женщин) в 135 дворах (по официальным данным)[13], 711 тептярей в 135 хозяйствах (по данным подворного подсчёта)[38].
- 1925 год — 120 хозяйств[13].
- 1939 год — 501 человек (216 мужчин, 285 женщин)[16].
- 1959 год — 352 жителя (145 мужчин и 207 женщин)[18], преобладали татары[39].
- 1970 год — 282 человека (127 мужчин, 155 женщин)[40], преобладали татары[41].
- 1979 год — 256 жителей (121 мужчина, 135 женщин)[42], преобладали татары[43].
- 1989 год — 161 человек (71 мужчина, 90 женщин)[44], преобладали татары[19].
- 2002 год — 124 человека (56 мужчин, 68 женщин)[45], башкиры (73 %)[46].
- 2010 год — 96 человек (41 мужчина, 55 женщин)[47].

## Инфраструктура и улицы
Село по состоянию на 2009 год входило в состав КФХ «Шаран-Агро», на его территории нет производственных и социальных объектов:46. Село электрифицировано и газифицировано, есть водопровод (протяжённость сетей — 0,60 км), магазин и кладбище. Источником водоснабжения является скважина, построенная в 1985 году. В селе одна улица — Центральная, протяжённость улично-дорожной сети составляет 1,46 км. Ближайшая автобусная остановка «Совхоз Мичурин» расположена в селе Мичуринск, на ней останавливается автобус «Шаран — Уфа». Село обслуживает Шаранская центральная районная больница; фельдшерско-акушерский пункт, почтовое отделение и средняя школа находятся в Мичуринске.